# Defensa en la Escuela Naval, en Veracruz 1914
En la tarde del 21 de abril tuvo lugar el primer ataque por artillería naval (desde el USS Prairie) a la Escuela Naval, defendida por sus cadetes. Murió el cadete Virgilio Uribe. Fue mortalmente herido el excadete, teniente de artillería José Azueta. Los sobrevivientes se retiraron esa noche a Tejería.
El día 22 ocurrió el segundo ataque, tanto por artillería naval (desde el USS San Francisco y el USS Chester) como por tierra, esta vez ocupado el edificio por milicias y quizás "rayados". 

## Preparativos para la defensa
El comodoro Manuel Azueta arribó a la Escuela Naval cerca del mediodía y animó a los noventa cadetes alumnos de la Escuela Naval Militar y a sus profesores que se encontraban en el patio, a tomar a su cargo la defensa del puerto. 
El Comodoro Azueta y el capitán Rafael Carrión, entonces director de la escuela, decidieron la formación de los alumnos durante la defensa en una rápida conferencia. Después se procedió a armar a los alumnos, siendo uno de ellos el teniente de artillería José Azueta, hijo de Manuel Azueta, que poco tiempo antes se había transferido al ejército y dejado de ser cadete.
Los cadetes se repartieron en distintas zonas, unos en los dormitorios de la escuela, otros en los balcones de la construcción que habían sido atrincherados con colchones, cómodas y bancos, pues era con lo único que se contaba.

## Batalla
En estas acciones fue que murió al cadete Virgilio Uribe. 
En las cercanías de la escuela, el teniente de artillería José Azueta accionaba una ametralladora. protegido por un poste de luz, en la esquina de las calles de Landero y Cos y Esteban Morales. Momentos después fue herido en una pierna, por lo que tuvo que permanecer hincado, a pesar de ello, continuó disparando hasta que fue herido en la otra pierna, lo que lo hizo caer. José Azueta fue rescatado del campo de batalla por un compañero de escuela que fue en su auxilio, recibiendo una tercera herida en el brazo izquierdo durante su rescate. Fue llevado a su casa con tres heridas de bala.

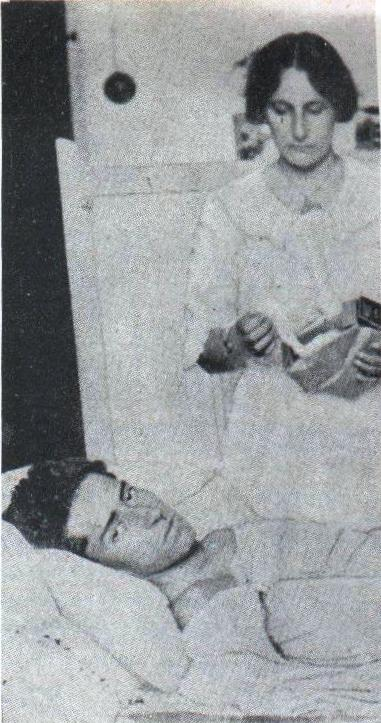
El teniente José Azueta, considerado un héroe de la Armada de México por sus acciones durante esta batalla.

Además de la acción de Azueta, se distinguieron las acciones de los cadetes Colina y Ochoa. El cadete Eduardo Colina cubría el puesto de centinela en el momento en que explotó una granada cerca el Cuerpo de la Guardia, por lo que fue cubierto por los escombros que se desprendieron de los muros, sin embargo al retirarse de los mismos regresó inmediatamente a cubrir su puesto. 
Ricardo Ochoa, después de ver la acción de su compañero Azueta salió de la escuela y, colocándose en el lugar donde se encontraba la ametralladora de Azueta, hizo fuego con su fusil por algunos minutos[cita requerida].

## Después de la batalla
Tras la batalla, el almirante Fletcher escuchó de las acciones de Azueta en batalla y ofreció los servicios de su médico personal para atenderlo. En un gesto de desafío Azueta rechazó recibir al doctor. José Azueta murió el 10 de mayo a causa de las heridas recibidas y fue sepultado en un panteón particular de Veracruz. El Dr. Rafael Cuervo Xicoy, en ese tiempo médico muy joven, atendió al Teniente José Azueta y él en sus pláticas hacía mención de la valentía y el rechazo a recibir la atención médica proporcionada por las tropas norteamericanas.
Al atardecer del día 21, el comodoro Manuel Azueta recibió las muy atrasadas órdenes de Maass[cita requerida], de abandonar la ciudad.
A las 19:00 hrs se acordó la rendición de la escuela. Los alumnos, "cargados hasta el cogote de
equipo, espadín, capote, uniformes y todos los cartuchos sobrantes" (no los rifles), abandonaron el edificio saliendo por una de las ventanas del comedor que se encontraba destruido. De ahí siguieron su camino a pie por la vía del Ferrocarril Mexicano y llegaron a Tejería a las 0:30 hrs del día 22. Permanecieron tres días en Soledad, donde se encontraba el Cuartel General del Gral. Mass, continuando su marcha por tren hacia la Ciudad de México, hospedándose en el Colegio Militar de Chapultepec.

## Epílogo
Al estudiar tres novedosas fuentes, que son:
- "The Landing at Veracruz:1914" escrito en 1968 por Jack Sweetman
- La bitácora de 1914 del buque británico HMS Essex
- El plano publicado por la revista francesa L'Illustration en 1914

emerge una historia algo diferente a las que se habían escrito antes.
El ataque a la Escuela Naval que los cadetes esperaban desde el mediodía... ¡no les llegó!
En los mitos y las leyendas que después se fueron tejiendo, se mezclaron los eventos del día 21 (cañones del Prairie) con los del día 22 (ataque terrestre y cañones del Chester), se adicionaron algunos detalles, se eliminaron otros, y fue surgiendo una batalla épica, milagrosa, en la que, ni los cañones de los poderosos buques de guerra ni las tropas terrestres, que por oleadas llegaban al pie mismo de los balcones de la Escuela, lograron capturar el edificio y siquiera rasguñar a uno más de los cadetes, después de haber dejado heridos de muerte al cadete Virgilo Uribe y al teniente José Azueta.
El hecho es que, desde el mediodía, después de la arenga del Comodoro Azueta, los cadetes esperaron y esperaron, con el fusil en las manos y el sudor en la frente, seguramente con mezcla de ira y de terror, el ataque despiadado de fuerzas militares que eran abrumadora y aterradoramente superiores.
El teniente José Azueta, listo con su ametralladora en la esquina de Landero y Coss y Esteban Morales, también esperaba y esperaba, exponiendo su vida en defensa de su Escuela.
Los minutos de tensa espera se les habrán hecho eternos.
Pasaron los minutos y... nada.
Pasó media hora.
Pasó una hora y luego una hora más.
Dieron las tres de la tarde.
A las 3:20 p. m., según la bitácora del Essex, los "Picket Boats" (Pk Bs) de los invasores entraron en acción.
Los invasores habían estado recibiendo disparos de pequeños cañones en el Muelle de la Terminal, y no sabían de dónde provenían esos disparos.
Decidieron enviar a los Pk Bs en una misión temeraria.
Zarparon los tres Pk Bs cruzando el puerto y tomaron rumbo hacia la Escuela Naval. Se detuvieron en el malecón, como si pretendieran desembarcar. 
Con sus pequeños cañones dispararon una andanada contra la Escuela.
Los cadetes les respondieron con todo lo que les permitía su limitado armamento; rechazaron el desembarco; les causaron numerosas bajas; los hicieron huir.
Esos habrán sido los cinco minutos de gloria de los cadetes.
Pudo haber sido durante este episodio, cuando el teniente Azueta decidió disparar su ametralladora. Podía escuchar los disparos que hacían los cadetes; habrá oído los disparos de los cañones del Prairie, pero desde su posición tras la Escuela, no podía ver qué estaba sucediendo. En su desesperación y frustración, habrá disparado en dirección a la Aduana, barriendo la Avenida Landero y Coss con metralla, hasta que cayó herido.
Pero lo de los Pk Bs resultó ser un truco: los cadetes habían dado a conocer sus posiciones y eso era precisamente lo que el Prairie estaba esperando para dispararles con sus cañones.
Fue suficiente con unos pocos disparos de 3 pulgadas.
Probablemente fue en esta acción que el cadete Virgilio Uribe resultó mortalmente herido.
Ni la Escuela ni el Cuartel de Artilleros ni la barcaza "Verano" volvieron a entrar en acción, aquella tarde del día 21.
El Prairie tampoco les disparó más, y así, les concedió a los cadetes sobrevivientes la posibilidad de una honorable retirada.
Ya los cadetes habían dado muestra de valentía y, con su actitud, habían honrado a su Escuela y a México.
Esa noche a las 7, el Comodoro Azueta dio la orden de evacuar. Los cadetes desocuparon la Escuela y se retiraron hasta Tejería, después a Soledad, y tomaron el tren para dirigirse a la Ciudad de México.
A la mañana siguiente, día 22, en el ataque de tropas terrestres, el capitán E.A. Anderson no esperaba encontrar resistencia en esa zona, y fue por eso que avanzó como si desfilara por su pueblo. Tremenda sorpresa se llevó su tropa cuando se toparon con feroz resistencia que surgía de la Escuela Naval, del Colegio Preparatorio, del Cuartel de Artilleros, y de otros edificios. Tuvieron que retroceder, torpe y atropelladamente. Tuvieron muchas bajas. Se reagruparon. Pidieron apoyo de artillería naval al Chester y al San Francisco, y así lograron fácilmente vencer la tenaz resistencia: pero ya no eran los cadetes los que ocupaban la Escuela sino los "Rayados" y/o los "Defensores del Puerto de Veracruz" y/o las milicias y/o otros civiles. 
Los cadetes se mantuvieron firmes en sus puestos y en su determinación, a la espera de lo que habría sido un devastador ataque, durante lo eterno que les habrán parecido esas 7 horas.
Y así también, los "Rayados", los "Defensores", y demás milicias y civiles que también acudieron al llamado a las armas, en defensa de su Patria.

### Confusión respecto a quienes defendieron el segundo ataque a la Escuela Naval
Al medio día del 21.
Alrededor de las 15:30 h, tras el ataque de provocación comandado por John McCloy, la Escuela sufrió pocos daños con los tres o cuatro disparos de los pequeños cañones del USS Prairie (uno de los cuales probablemente fue el que le causó la muerte a Virgilio Uribe). 
Al atardecer del 21.
A las 7 de la noche los cadetes abandonaron la Escuela y se fueron caminando a Tejería – sin avisar a nadie, pues la ciudad, sin autoridades mexicanas militares o civiles, era un caos. El parte de novedades que rindió el Comodoro Azueta se refería al ataque del día 21.
“Todo el mundo” en Veracruz pensó que los cadetes se habrían quedado a pasar la noche en la Escuela y que fueron ellos quienes la defendieron en el ataque del día 22. Eso fue lo que escritores como Edith O’Shaughnessy, Louis Botte (Revista L'Illustration) y Justino N. Palomares --y varios años después, José Pérez de León-- reportaron en sus relatos. 
Durante la noche del 21-22.
La Escuela fue ocupada –sin que “nadie” se enterara– por unos pocos “Rayados” y/o milicias y/o otros civiles. Quizás no fueron más de una docena, pues de otra manera hubieran causado más bajas a los atacantes del día siguiente.
Al amanecer del 22.
Las tropas invasoras avanzaron sobre esta zona y se toparon con una sorpresiva resistencia que les hizo replegarse atropelladamente y reorganizar el ataque, después de sufrir algunas bajas. Entonces fue que entró en acción la artillería naval, principalmente del USS Chester que acaba de llegar de Tampico apenas esa madrugada, y también del USS San Francisco y del USS Prairie, causando los daños a la fachada que se vieron después en las fotos. 
Suponiendo erróneamente que eran los cadetes quienes la defendían, Justino N. Palomares escribió:
"Como los yanquis fueron informados que de la Escuela Naval era de donde se les iba a hacer resistencia, hacia ella marcharon mil quinientos infantes y después de pasar por el edificio de la Aduana y atravesar el muelle de Sanidad, la columna, pletórica de precauciones y con el miedo por escudo, llegó frente a la Escuela, recibiendo de los cadetes una terrible descarga cerrada, seguida de un nutrido fuego que la obligó a retroceder en completo desorden, tirando los invasores las armas en su vergonzosa fuga y pisoteándose unos con otros al echarlos por tierra su inconmensurable pavor".
La confusión es fácil de explicar y de excusar. Tiempo después, cuando se dio a conocer que los cadetes habían llegado sanos y salvos al Castillo de Chapultepec, ya no hubo poder humano que corrigiera la vox populi.